# Rumeli Caddesi
Rumeli Caddesi ("Viale Rumelia" in Italiano) è una strada del distretto di Şişli di Istanbul. La strada inizia all'incrocio tra Teşvikiye e Valikonağı Caddesi e termina all'incrocio con Abide-i Hürriyet Caddesi. 
Amministrativamente si trova nei quartieri Cumhuriyet, Halaskargazi e Meşrutiyet, mentre quasi la metà della via si trova nel quartiere di Nişantaşı. Il nome precedente della via era Cabi Sokağı.
All'incrocio tra Rumeli, Teşvikiye e Valikonağı Caddesi, si trova una pietra che fa riferimento al desiderio di Abdülhamid II di stabilire un insediamento in questa zona. Sulla strada si trova il Taş Konak, costruito da Abdülhamid II e assegnato a Mehmed Raif Pascià negli ultimi mesi del 1889. L'edificio è stato successivamente utilizzato come sede dell'ufficio del governatore del distretto di Şişli.